# Corallorhiza odontorhiza
Corallorhiza odontorhiza är en orkidéart som först beskrevs av Carl Ludwig von Willdenow, och fick sitt nu gällande namn av Thomas Nuttall. Corallorhiza odontorhiza ingår i släktet korallrötter, och familjen orkidéer.

## Underarter
Arten delas in i följande underarter:
- C. o. radia
- C. o. odontorhiza
- C. o. pringlei